# Kuffler-Gruppe
Die Kuffler-Gruppe ist ein in  München ansässiges Unternehmen in den Bereichen Gastronomie, Catering und Hotellerie an den Standorten München und Frankfurt.
Mit 28 Restaurants in Deutschland – davon 16 selbst geführte – stand Kuffler im jährlichen Branchenranking des Fachblattes Food-service wiederholt an zweiter Stelle der sogenannten Fullservice-Systemgastronomie.

## Geschichte
Roland Kuffler (* 15. November 1937; † 26. Januar 2021) begann Ende der 1950er in Heidelberg ein Sprachstudium. Als er bemerkte, dass den ausländischen Studenten ein Ort zum Feiern fehlte, eröffnete er mit Kommilitonen einen Club. In Heidelberg traf er kurz darauf auf Erich Kaub, mit dem er die   Studentenlokale Tangente, Tangente Jour und das Kabarett Bügelbrett eröffnete, später das Café Journal.
Die beiden Jungunternehmer gründeten weitere Lokale in Universitätsstädten in ganz Deutschland.

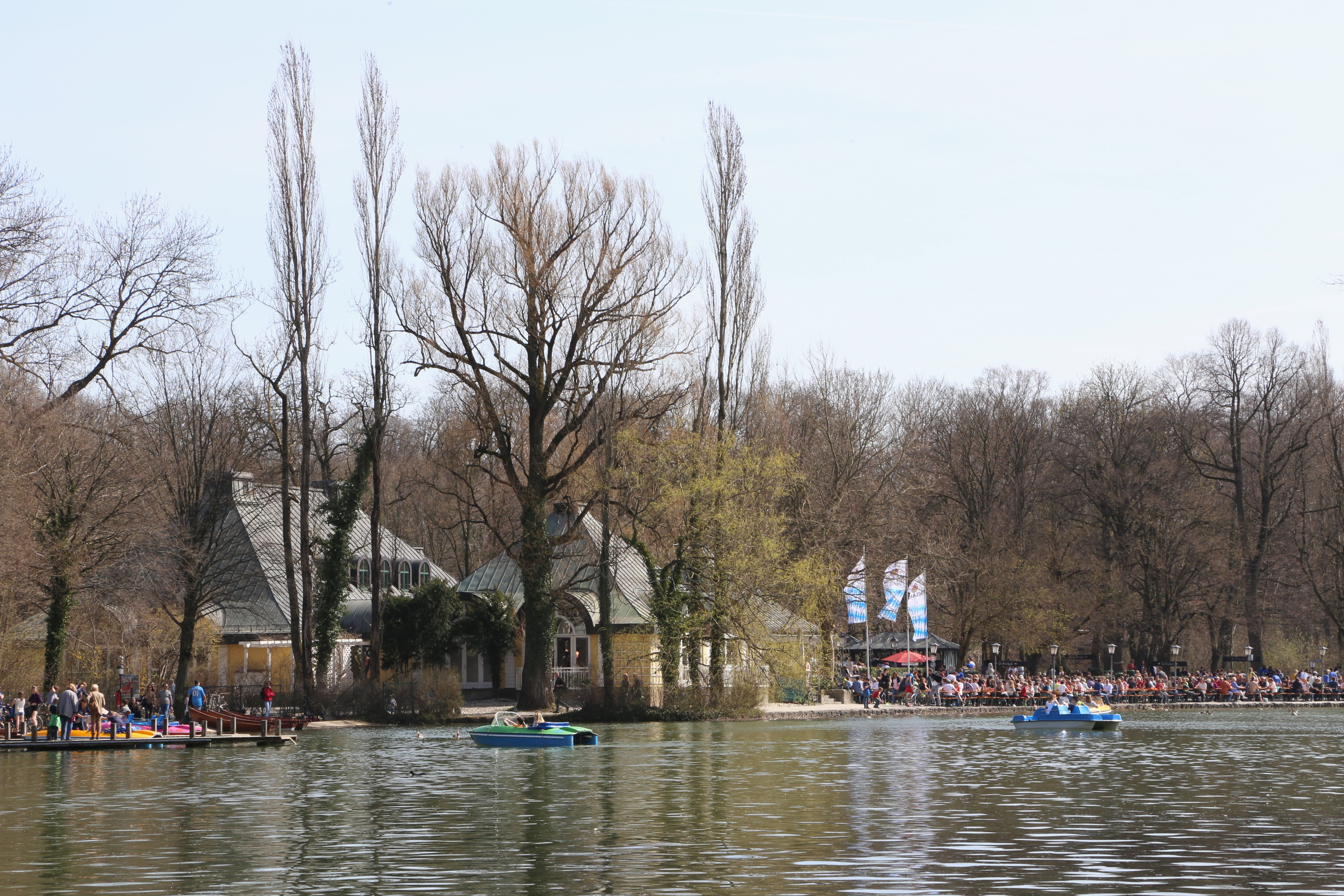
Das 1985 errichtete Seehaus im Englischen Garten

In den der 1970er Jahre verlegten Kaub und Kuffler ihren Firmensitz nach München. Dort wandten sie sich zunehmend der klassischen Speisengastronomie zu; mehrere Wurstkuchl-Betriebe wurden übernommen. In den 1980er Jahren kamen mit dem Haxnbauer, dem Spatenhaus und dem Seehaus weitere Restaurants hinzu, 1985 außerdem Kufflers „Weinzelt“ auf dem Oktoberfest.
Kaub und Kuffler trennten sich in den 1990ern. Roland Kuffler ging neue Partnerschaften in Frankfurt und Wiesbaden ein, u. a. mit Gerd Käfer, und in München mit Joseph Peter, mit dem er das thailändische Restaurant Mangostin eröffnete.
Im Februar 2002 erwarben Kufflers das Hotel Palace München, das sie fortan mit hohen Investitionen neu gestalteten und 2017/2018 um einen Erweiterungsbau vergrößerten.
Ende 2016 zog sich Roland Kuffler aus dem operativen Geschäft zurück. Seine Söhne Stephan und Sebastian Kuffler führen seitdem die Geschäfte allein. Stephan Kuffler hat eine Hotelfach-Ausbildung und ein Kurz-Studium an der Cornell University hinter sich gebracht, bevor er 1992 in die Firma eintrat und 1999 Geschäftsführer wurde. Sebastian Kuffler, neun Jahre jünger, absolvierte erst ein Studium an der TU Weihenstephan, kam 2008 als Betriebsleiter ins Familienunternehmen und ist seit 2016 ebenfalls Geschäftsführer.

## Gastronomie

### München
- Hotel München Palace[1]
- Kuffler Inn Design
- Kufflers Weinzelt
- Mangostin Asia Restaurants
- Seehaus im Englischen Garten
- Spatenhaus an der Oper
- Kuffler Catering München

### Alte Oper Frankfurt
- Rosso Suite
- Restaurant Opéra
- Kuffler Catering Frankfurt

### Flughafen Frankfurt
- Deli Bros
- Goethe Bar
- Kuffler & Bucher Airport
- Minibar

### RheinMain CongressCenter
- Kuffler Congress Catering

## Auszeichnungen
- 2005: Auszeichnung „Bayerns best 50“[1]
- 2007: Auszeichnung in Gold im Wettbewerb „Bayerische Küche“ des Bayerischen Staatsministeriums für Landwirtschaft für das Spatenhaus an der Oper
- 2011: Hamburger foodservice Preis für die Lebensleistung Roland Kufflers
- 2015: „Gastronom des Jahres“ für Roland Kuffler von der Busche Verlagsgesellschaft
- 2018: „Caterer des Jahres“ Rolling Pin Award an Stephan Kuffler
- 2018: „Caterer des Jahres“ Sonderpreis der Cooking + Catering Inside an Stephan Kuffler für die Kuffler Catering Summer Roadshow

## Gesellschaftliches Engagement
Kufflers unterstützen mit regelmäßigen Projekten die Vereine brotzeit e. V. und Horizont e. V., die Schörghuber Stiftung für Münchner Kinder, den Malteser Kinder- und Jugendhospizdienst.
Die Kuffler-Gruppe fördert ist Mitglied in der Gesellschaft zur Förderung der Münchner Opernfestspiele.
Stephan Kuffler engagiert sich zudem persönlich für den Malteser Kinder- und Jugendhospizdienst und ist einer der drei Vorsitzenden des Münchner Sicherheitsforums e. V.